# 아구스틴 데 이투르비데
아구스틴 데 이투르비데(스페인어: Agustín de Iturbide, 1783년 9월 27일 ~ 1824년 7월 19일)는 멕시코의 정치가로 당시 멕시코 독립 전쟁의 지도자이자, 멕시코 제1제국의 초대 황제로 군림했다.
모렐로스 신부가 이끄는 독립군을 격파하는데 앞장 섰던 스페인 정부군 소속 군인이었으나 1821년 반기를 들어 멕시코를 스페인 식민지에서부터 독립시켰다.
그리고 1822년 제1멕시코 제국을 성립하고 스스로 왕위에 올라 아구스틴 1세라 칭했다. 그러나 중앙아메리카 원정 실패 등으로 재위 10개월 만에 산타 안나가 이끄는 공화 혁명으로 퇴위했고 유럽으로 망명했다. 1824년 재입국을 시도하다가 붙잡혀 총살당했다.

## 같이 보기
- 멕시코의 국가원수 목록